# دايفيد غيلبرت
دايفيد غيلبرت (بالإنجليزية: David Gilbert)‏ (و. 1981  م) هو لاعب سنوكر إنجليزي، ولد في ديربي.

## روابط خارجية
- دايفيد غيلبرت على موقع CueTracker.net (الإنجليزية)
- دايفيد غيلبرت على موقع بطولة العالم للسنوكر (الإنجليزية)